# Acacia stricta
Acacia stricta là một loài thực vật có hoa trong họ Đậu. Loài này được (Andrews) Willd. miêu tả khoa học đầu tiên.